# Деммин, Дуэйн
Дуэйн Деммин (англ. Dwyane Demmin; род. 1 мая 1975, Арима, Тринидад и Тобаго) — бывший тринидадский футболист, защитник.

## Клубная карьера
Играл в футбол за команду Белхейвенского университета. В 2006 году был включён в университетский спортивный зал славы. На профессиональном уровне выступал за ряд американских команд из низших лиг. В 1996 году признавался лучшим защитником во Премьер-лиге ЮСИСЛ.

## Карьера в сборной
На протяжении нескольких лет Дуэйн Деммин вызывался в расположение сборной Тринидада и Тобаго. Всего за неё защитник провёл пять игр.

## Семья
Старший брат Дуэйна — Крейг Деммин (род. 1971), также являлся футболистом. Вместе они выступали за несколько клубов и сборную страны.